# فضائي: العزلة
فضائي: العزلة (بالإنجليزية: Alien: Isolation)‏، هي لعبة رعب من نوع رعب البقاء، أنتجت عام 2014 ، وتعمل على أنظمة التشغيل كل من بلاي ستيشن 3 وبلاي ستيشن 4 وويندوز وإكس بوكس ون وإكس بوكس 360.
على عكس التعديلات السابقة للعبة اللاين، قيدت اللاين: اسوليشن طريقة لعب الرعب الخفي والبقاء على قيد الحياة، مما يتطلب من اللاعب تجنب مخلوق الفضائي واحد مع أستخدام أدوات مثل تعقب الحركة وقاذف اللهب. تم تصميم المخلوق ليشابه كما في فيلم اللايان الأصلي ويتميز برؤية مماثلة في السبعينيات من القرن الماضي لما سيكون عليه المستقبل. تعمل اللعبة على محرك تم بناؤه من نقطة الصفر لاستيعاب الجوانب الفنية مثل تأثيرات الغلاف الجوي والإضاءة وسلوك الفضائي. تهدف شركة ذا كريتيف أسمبلي إلى جعل اللاين: اسوليشن لعبة لمنظور الشخص الثالث ، ولكنها تستخدم منظور الشخص الأول لخلق تجربة أكثر كثافة.
اللاين: اسوليشن تلقت مراجعات إيجابية بشكل عام وباعت أكثر من مليوني نسخة بحلول مايو 2015. وأشاد النقاد بالاتجاه الفني المستقبلي للعبة، وتصميم الصوت، والذكاء الاصطناعي للفضائي، لكنهم انتقدوا شخصياتها وفترة تشغيلها الطويلة. فازت اللعبة بالعديد من جوائز نهاية العام، بما في ذلك أفضل لعبة في جوائز اختيار مطوري الألعاب لعام 2015 والإنجاز الصوتي في جوائز الأكاديمية البريطانية لفنون السينما والتلفزيون لعام 2015. تم إصدار العديد من حزم المحتوى القابلة للتنزيل أيضًا.

## بدأ اللعبة
اللاين: اسوليشن هي لعبة مغامرة وفردية وتركز على ميزات الشبح و رعب البقاء على قيد الحياة. يتحكم اللاعب في أماندا ريبلي من منظور شخص الأول،  يجب أن تستكشف محطة فضائية وتكمل الأهداف مع تجنب الأعداء وهزيمتهم. تتراوح الأهداف من تنشيط أجهزة الكمبيوتر إلى تجميع عناصر معينة أو الوصول إلى منطقة معينة في اللعبة. يمكن للاعب الركض، وتسلق السلالم، والتسلل إلى الفتحات، والتستر خلف الأشياء لتقليل تسلط الأعداء، وإلقاء نظرة خاطفة أو الاستلقاء للحصول على رؤية. يتمتع اللاعب أيضًا بالقدرة على الذهاب تحت الطاولات أو الخزائن الداخلية للاختباء من الأعداء.

## مصدر
1. ↑  ستيم، 1.0.0.81، 1.0.0.82، 12 سبتمبر 2003، QID:Q337535
2. ↑  Humble Store (بالإنجليزية), QID:Q42328566
3. ↑  Phillips، Tom (29 مارس 2014). "Alien Isolation release date announced". Eurogamer. مؤرشف من الأصل في 2016-03-17. اطلع عليه بتاريخ 2014-03-29.
4. ↑  "2014 Game Awards Nominees Announced". GameSpot (بالإنجليزية الأمريكية). Archived from the original on 2019-07-14. Retrieved 2019-07-14.
5. 1 2 3  Team, USgamer (6 Oct 2014). "Alien: Isolation Beginner's Guide: Survival Tips, Evasion Strategies. Staying Alive". USgamer (بالإنجليزية). Archived from the original on 2019-07-14. Retrieved 2019-07-14.

## وصلات خارجية
- الموقع الرسمي
- فضائي: العزلة على موقع IMDb (الإنجليزية)
- فضائي: العزلة على موقع ميتاكريتيك (الإنجليزية)
- فضائي: العزلة على موقع ميتاكريتيك (الإنجليزية)
- فضائي: العزلة على موقع ميتاكريتيك (الإنجليزية)